# ارکی آلتونن

ارکی آلتونن

ارکی آلتونن ‏(Erkki Aaltonen)‏ (۱۷ اوت ۱۹۱۰، هامنلیننا - ۸ مارس ۱۹۹۰، هلسینکی) نوازنده ویولن، ویولا، رهبر ارکستر و آهنگساز فنلاندی بود. وی در کنسرتوار هلسینکی به تحصیل ویولن پرداخت و رهبری ارکستر را در آکادمی سیبلیوس در هلسینکی آموخت.